# Porte du Musée de la Marine
La Porte du Musée de la Marine est une porte monumentale, ou portail, situé à Toulon, dans le département du Var, en Provence-Alpes-Côte d'Azur.

## Historique
La Porte du Musée de la Marine, qui était primitivement celle de l'arsenal, a été réalisé en 1738 selon les plans du maître sculpteur Jean-Lange Maucord (1671-1761).
Haute de 13,50 m et large 11,50 m, elle a été conçue comme un temple romain avec une baie centrale de plein cintre où est placée la porte d'entrée flanquée de chaque côté par un avant corps doté de deux colonnes supportant une statue de 2,20 m de haut en pierre de Calissanne : celle de droite sculptée par Maucord représente Minerve, déesse de l'ingéniosité et de la raison, tandis que celle de gauche figurant Mars, dieu de la guerre, est de la main de son gendre Jean-Michel Verdiguier. On pensait que les quatre colonnes en marbre cipolin de 5,36 m de haut avaient été rapportées de Grèce par Seignelay, mais des études récentes ont montré qu'il s'agit de colonnes romaines en marbre de Carystos (ou Marbre Cipolin), de la ville antique de Leptis Magna, envoyées en France, avec d'autres, en 1688 et en 1690 par Claude Le Maire, consul de Tripoli, sur l'ordre de Jean-Baptiste Colbert de Seignelay, Secrétaire d’État de la Marine, colonnes qu'en partie restèrent longtemps dans le port de Toulon: plus précisément, des documents d'archives rappellent que Jean-Louis Girardin de Vauvré, Intendant de la Marine, vers le 1722 avait acheté « quatre de ces colonnes de plus longues pour les portes qu'on a construites à l'Arsenal du Roy ».
La porte est surmontée d'un attique sur lequel est placé un grand écusson entouré d'armes et de drapeaux. De part et d'autre un petit génie soutient un bouquet de palmes et de lauriers : ces sculptures ont été réalisées par Joseph Hubac (1716-1761) qu'il ne faut pas confondre avec son petit fils Joseph Louis Hubac, également sculpteur. Derrière chaque paires de colonnes se trouvent deux bas-reliefs superposés et tous sculptés dans de la pierre jaune par Jean Michel Verdiguier ; ces quatre panneaux représentent des trophées d'armes et des attributs marins : mâts brisés avec leur voilure déchirée, sabre, ancre, gouvernail, épée, proue de galère, rames etc.
En 1956, cette porte de l'arsenal cesse d'être utilisée, la grille d'entrée actuelle ayant été réalisée. En 1976, cette porte est déplacée en lui faisant faire une rotation de 90° pour la plaquer sur la façade du musée de la Marine.
Elle est l’objet d’un classement au titre des monuments historiques depuis le 4 mai 1910.

## Sources
1. 1 2  « Porte du Musée de la Marine », notice no PA00081748, sur la plateforme ouverte du patrimoine, base Mérimée, ministère français de la Culture
2. ↑  Michel Vergé-Franceschi (préf. Amiral Jean-Noël Turcat), Toulon : port royal 1481-1789, Paris, Tallandier, 2002, 329 p. (ISBN 2-84734-001-7), p. 149
3. ↑  Sandro Lorenzatti, Riuso e ricezione estetica del Marmor Carystium (Cipollino) di Leptis Magna in Francia tra XVII e XIX, in G. Extermann – A. Varela Braga (a cura di), “Splendor Marmoris. I colori del marmo, tra Roma e l’Europa, da Paolo III a Napoleone III”, De Luca Editore  (ISBN 9788865572924), Roma 2016, pp. 377-400”, De Luca Editore, Roma 2016. Cfr. aussi: Sandro Lorenzatti, Note archeologiche e topografiche sull’itinerario da Derna a Cirene seguito da Claude Le Maire (1706), in “L’Africa romana XX”, Carocci Editore,  (ISBN 9788843074006), Roma 2015, vol. 2, pp. 955-970; Sandro Lorenzatti, De Benghazi à Versailles: histoire et réception d’une statue (XVIIe-XXe), in “Archeologia Classica”, 64, n.s. II, 3, 2013, pp. 677-718, L'Erma di Bretschneider,  (ISBN 978889130479-7).